# Ulrico II de Wurtemberg
Ulrico II (h. 1254-18 de septiembre de 1279) fue conde de Wurtemberg desde 1265 hasta 1279.
Ulrico era hijo de Ulrico I y Matilde de Baden. Accedió al poder en 1265, a los once años de edad y, por lo tanto, probablemente bajo la tutela del conde Armando (Hartmann) I de Grüningen. Se le menciona por primera vez en documentos alrededor del año 1270. Se desconoce si Ulrico llegó a casarse.
Su medio hermano Everardo I le sucedió. Su cadáver descansaba en la iglesia de Beutelsbach. En 1316 o 1320 sus restos fueron trasladados a la Stiftskirche de Stuttgart.
- Esta obra contiene una traducción  derivada de «Ulrich II, Count of Württemberg» de Wikipedia en inglés, publicada por sus editores bajo la Licencia de documentación libre de GNU y la Licencia Creative Commons Atribución-CompartirIgual 4.0 Internacional.

| Predecesor: Ulrico I | Conde de Wurtemberg 1265-1279 | Sucesor: Everardo I |

- Datos: Q247817